# Kati Thanda-Lake Eyre nationalpark
Kati Thanda-Lake Eyre nationalpark är en nationalpark i Australien.  Den ligger i delstaten South Australia, i den centrala delen av landet, 1 300 km nordväst om huvudstaden Canberra.
Trakten runt Kati Thanda-Lake Eyre nationalpark är ofruktbar med lite eller ingen växtlighet.